# Iwan Kudria
Iwan Daniłowicz Kudria (ros. Иван Данилович Ку́дря, ur. 24 czerwca?/7 lipca 1912 we wsi Salkowo (ob. Prociw) w rejonie perejasławskim, zm. w listopadzie 1942 w Kijowie) – radziecki funkcjonariusz służb specjalnych, partyzant i pracownik wywiadu, Bohater Związku Radzieckiego (1965).

## Życiorys
Urodził się w ukraińskiej rodzinie chłopskiej. Skończył 7 klas, po czym pracował jako robotnik rolny, potem ślusarz w stacji maszynowo-traktorowej, po ukończeniu kursów pedagogicznych został dyrektorem wiejskiej szkoły w obwodzie dniepropetrowskim. Był też aktywistą Komsomołu. Od 1934 służył w wojskach pogranicznych NKWD ZSRR na zachodniej granicy, w 1938 ukończył szkołę wojskowo-polityczną wojsk NKWD i został rekomendowany przez przełożonych do służby w NKWD, od 1939 należał do WKP(b). Od 1938 pracował w Wydziale 5 GUGB NKWD ZSRR. Jako oficer operacyjny  Wydziału 3 Oddziału 2 GUGB rozkazem Berii z 20 marca 1940 został oddelegowany na miesiąc do obwodu lwowskiego w składzie grupy operacyjno-czekistowskiej w celu „udzielenia wsparcia Zarządowi NKWD obwodu lwowskiego” w przeprowadzaniu aresztowań. Następnie pracował w NKWD w Kijowie, miał stopień porucznika (lejtnanta) bezpieczeństwa państwowego. Po ataku Niemiec na ZSRR w czerwcu 1941 organizował w Kijowie i kierował grupami wywiadowczo-dywersyjnymi. Uczestniczył w przygotowywaniu i prowadzeniu działań bojowych siedmiu grup dywersyjnych w okupowanym przez Niemców Kijowie. Zbierał dane wywiadowcze o przeciwniku i jego agenturze. W wyniku zdrady został 5 lipca 1942 schwytany przez Niemców, następnie poddany przesłuchaniom i torturom, podczas których został zamęczony. Postanowieniem Prezydium Rady Najwyższej ZSRR z 8 maja 1965 został pośmiertnie uhonorowany tytułem i Złotą Gwiazdą Bohatera ZSRR i Orderem Lenina. Jego imieniem nazwano ulicę w Kijowie, gdzie umieszczono również poświęconą mu tablicę pamiątkową, oraz szkołę językową nr 181 w Kijowie i ulicę we wsi Miżwodne na Krymie, a we wsi Prociw w rejonie boryspolskim zbudowano jego pomnik.